# Zacarías López
Zacarías Orlando López González (Arica, Chile, 30 de junio de 1998) es un futbolista chileno que se desempeña como guardameta y actualmente milita en Huachipato de la Primera División de Chile.

## Trayectoria
Formado en San Marcos de Arica, debutó profesionalmente en 2014, precisamente en el equipo de su ciudad natal, donde disputó con su equipo los torneos de la Primera División, la Primera B y la Copa Chile. Fue vendido al Deportivo Municipal el cual lo prestó a Deportes La Serena. Sin embargo, después del torneo de Primera B de Chile 2018, en el cual el club luchó por no descender a la Segunda División Profesional, el club decide comprar su pase. Al año siguiente consigue el ascenso a Primera División, ganando la final por penales a Deportes Temuco, en donde logró contener dos lanzamientos. Se mantuvo tres temporadas con el cuadro granate en la división de honor, para luego descender en 2022. Disputó la campaña de 2023 en el ascenso con el club, mostró un muy buen nivel, lo que provocó que al siguiente año partiera a Huachipato, lamentablemente disputó un solo partido en sus primeros seis meses, por lo que a mitad de año parte a préstamo a Deportes Antofagasta.

## Selección nacional

### Selecciones menores
Fue citado por el DT Miguel Ponce, para disputar el Sudamericano Sub-17 2015 siendo titular en los 4 partidos, que jugó Chile en ese certamen. El DT Miguel Ponce lo citó nuevamente, esta vez para disputar la Copa del Mundo Sub-17 2015, siendo titular en 3 de los 4 partidos, que jugó Chile en ese certamen y precisamente, Chile llegó hasta los octavos de final, donde fue eliminado por su similar de México.
Fue citado por el DT Héctor Robles, para disputar el Sudamericano sub-20 de 2017, pero no jugó ningún partido, ya que fue suplente de Gonzalo Collao. Finalmente Chile sería eliminado en primera ronda, luego de perder ante Colombia por la cuenta mínima, quedando última en su grupo y penúltima en toda la competición, superando solo a su similar Perú, siendo esta además, la peor participación chilena en un sudamericano sub-20, desde el Sudamericano de 1985, realizado en Paraguay.

#### Participaciones en Mundiales
| Competencia                | Sede             | Resultado        | PJ | Goles | Media goleadora |
| -------------------------- | ---------------- | ---------------- | -- | ----- | --------------- |
| Copa del Mundo Sub-17 2015 | Bandera de Chile | Octavos de final | 3  | 0     | 0.0             |

#### Participaciones en Clasificatorias a Copas del Mundo
| Eliminatorias            | País  | Resultado | Posición | Partidos | Goles |
| ------------------------ | ----- | --------- | -------- | -------- | ----- |
| Eliminatorias Catar 2022 | Catar | Eliminado | 7°       | 0        | 0     |

#### Participaciones en Sudamericanos
| Competencia              | Sede                | Resultado    | PJ | Goles | Media goleadora |
| ------------------------ | ------------------- | ------------ | -- | ----- | --------------- |
| Sudamericano Sub-17 2015 | Bandera de Paraguay | Primera fase | 4  | 0     | 0.0             |
| Sudamericano Sub-20 2017 | Bandera de Ecuador  | Primera fase | 0  | 0     | 0.0             |

### Selección adulta
El 4 de diciembre de 2021, fue convocado por Martín Lasarte, director técnico de la selección chilena adulta, para disputar los partidos amistosos frente a México y El Salvador, en cual contra este último disputó los noventa minutos sin recibir ningún gol.
En enero de 2022 debido a la lesión de Claudio Bravo en el partido frente a la selección de Argentina por las Clasificatorias a la Copa Mundial de Catar, fue convocado de emergencia para el partido contra Bolivia, en dónde no vio minutos. Luego en marzo del mismo año, fue convocado a la doble fecha de las Clasificatorias frente a Brasil y Uruguay, en dónde tampoco vio minutos.
Finalmente en junio del 2022 fue citado para el partido amistoso frente a Corea del Sur y la Copa Kirin, en el cual disputó el partido de semifinal frente a Túnez, en dónde cayeron por 2-0.

### Partidos internacionales
Actualizado hasta el 10 de junio de 2022.
| Partidos internacionales | Partidos internacionales | Partidos internacionales                                | Partidos internacionales | Partidos internacionales | Partidos internacionales | Partidos internacionales | Partidos internacionales | Partidos internacionales | Partidos internacionales |
| N.º                      | Fecha                    | Estadio                                                 | Local                    | Resultado                | Visitante                | Goles                    | Asistencias              | DT                       | Competición              |
| ------------------------ | ------------------------ | ------------------------------------------------------- | ------------------------ | ------------------------ | ------------------------ | ------------------------ | ------------------------ | ------------------------ | ------------------------ |
| 1                        | 12 de diciembre de 2021  | Banc of California Stadium, Los Ángeles, Estados Unidos | El Salvador              | 0-1                      | Chile                    |                          |                          | Martín Lasarte           | Amistoso                 |
| 2                        | 10 de junio de 2022      | Estadio Noevir Kobe, Kōbe, Japón                        | Chile                    | 0-2                      | Túnez                    | -2                       |                          | Eduardo Berizzo          | Copa Kirin 2022          |
| Total                    | Total                    | Total                                                   | Presencias               | 2                        | Goles                    | -2                       |                          |                          |                          |

| Selección chilena | Selección chilena | Selección chilena |
| Año               | Partidos          | Goles             |
| ----------------- | ----------------- | ----------------- |
| 2021              | 1                 | 0                 |
| 2022              | 1                 | -2                |
| Total             | 2                 | -2                |

## Estadísticas

### Clubes
| Club                         | Div.          | Temporada     | Liga  | Liga  | Copas nacionales | Copas nacionales | Torneos internacionales | Torneos internacionales | Total | Total |
| Club                         | Div.          | Temporada     | Part. | Goles | Part.            | Goles            | Part.                   | Goles                   | Part. | Goles |
| ---------------------------- | ------------- | ------------- | ----- | ----- | ---------------- | ---------------- | ----------------------- | ----------------------- | ----- | ----- |
| San Marcos de Arica · Chile  | 1.ª           | 2014-15       | —     | —     | 2                | -1               | —                       | —                       | 2     | -1    |
| San Marcos de Arica · Chile  | 1.ª           | 2015-16       | 3     | -5    | 2                | -4               | —                       | —                       | 5     | -9    |
| San Marcos de Arica · Chile  | 2.ª           | 2016-17       | 11    | -7    | 3                | -5               | —                       | —                       | 14    | -12   |
| San Marcos de Arica · Chile  | 2.ª           | 2017          | 14    | -20   | —                | —                | —                       | —                       | 14    | -20   |
| San Marcos de Arica · Chile  | Total club    | Total club    | 28    | -32   | 7                | -10              | 0                       | 0                       | 35    | -42   |
| Deportivo Municipal · Perú   | 1.ª           | 2018          | 0     | 0     | 0                | 0                | —                       | —                       | 0     | 0     |
| Deportivo Municipal · Perú   | Total club    | Total club    | 0     | 0     | 0                | -0               | 0                       | 0                       | 0     | 0     |
| Deportes La Serena · Chile   | 2.ª           | 2018          | 21    | -30   | 2                | -6               | —                       | —                       | 23    | -36   |
| Deportes La Serena · Chile   | 2.ª           | 2019          | 12    | -11   | 2                | -3               | —                       | —                       | 14    | -14   |
| Deportes La Serena · Chile   | 1.ª           | 2020          | 30    | -34   | —                | —                | —                       | —                       | 30    | -34   |
| Deportes La Serena · Chile   | 1.ª           | 2021          | 32    | -42   | 1                | -1               | —                       | —                       | 33    | -43   |
| Deportes La Serena · Chile   | 1.ª           | 2022          | 27    | -47   | 1                | -2               | —                       | —                       | 29    | -49   |
| Deportes La Serena · Chile   | 2.ª           | 2023          | 29    | -36   | 1                | -1               | —                       | —                       | 30    | -37   |
| Deportes La Serena · Chile   | Total club    | Total club    | 151   | -200  | 7                | -13              | 0                       | 0                       | 158   | -213  |
| Huachipato · Chile           | 1.ª           | 2024          | 1     | -3    | 0                | 0                | 0                       | 0                       | 1     | -3    |
| Huachipato · Chile           | Total club    | Total club    | 1     | -3    | 0                | 0                | 0                       | 0                       | 1     | -3    |
| Deportes Antofagasta · Chile | 2.ª           | 2024          | 15    | -22   | 0                | 0                | 0                       | 0                       | 15    | -22   |
| Deportes Antofagasta · Chile | Total club    | Total club    | 15    | -22   | 0                | 0                | 0                       | 0                       | 15    | -22   |
| Total carrera                | Total carrera | Total carrera | 195   | -257  | 14               | -23              | 0                       | 0                       | 209   | -280  |
| 1. 2.                        |               |               |       |       |                  |                  |                         |                         |       |       |

### Selecciones
| Selección      | Temporada     | Amistosos | Amistosos | Sudamérica | Sudamérica | Mundial | Mundial | Total | Total |
| Selección      | Temporada     | Part.     | Goles     | Part.      | Goles      | Part.   | Goles   | Part. | Goles |
| -------------- | ------------- | --------- | --------- | ---------- | ---------- | ------- | ------- | ----- | ----- |
| Sub-17 · Chile | 2015          | 0         | 0         | 3          | -11        | 4       | -11     | 7     | -22   |
| Sub-17 · Chile | Total         | 0         | 0         | 3          | -11        | 4       | -11     | 7     | -22   |
| Sub-22 · Chile | 2019          | 1         | 1         | —          | —          | —       | —       | 1     | 1     |
| Sub-22 · Chile | Total         | 1         | -1        | 0          | 0          | 0       | 0       | 1     | -1    |
| Adulta · Chile | 2021          | 1         | 0         | —          | —          | —       | —       | 1     | 0     |
| Adulta · Chile | 2022          | 1         | -2        | —          | —          | —       | —       | 1     | -2    |
| Adulta · Chile | Total         | 2         | -2        | 0          | 0          | 0       | 0       | 2     | -2    |
| Total carrera  | Total carrera | 3         | -3        | 3          | -11        | 4       | -11     | 10    | -25   |